# Iskolaszámítógép
Iskolaszámítógépnek nevezték gyűjtőnéven azokat a számítógépeket, amelyeket Magyarországon az úgynevezett iskolaszámítógép program keretében az 1980-as évek közepén szereztek be általános és középiskolák számára a számítástechnika oktatásához.

## Története
Az iskolaszámítógép program a Művelődésügyi Minisztérium által 1981-ben indított program volt, ami a számítástechnika-oktatás bevezetését, hosszú távú programjának kidolgozását és az ehhez szükséges technikai feltételek biztosítását tűzte ki célul. Ennek a programnak a keretében a Tudományszervezési és Technikai Intézet hajtotta végre a számítógépek állami megrendelésre történő beszerzését, illetve az iskolák ellátását ezekkel a gépekkel. Központilag szervezték a tanárok kötelező továbbképzését is, ami az alapvető számítógépkezelői ismereteket és a BASIC nyelv alapjait foglalta magában.  
Az általános és középiskolák számára szükséges számítógépek beszerzésére az első pályázatot 1982-ben írták ki, amit a Híradástechnikai Szövetkezet nyert meg a HT-1080Z számítógéppel. A második pályázatra 1985-ben került sor, ennek keretében Commodore 16, Videoton TVC és Pro Primo, illetve HT-3080C gépek beszerzését döntötték el 1986 márciusában. Ezeknek a gépeknek a beszerzését azonban már nem központilag végezték, hanem a megyék és az iskolák maguk dönthették, melyik gépet vásárolják meg a központilag biztosított forrásból, így a Pro Primo és HT-3080C gépekre nem érkezett elég megrendelés, ezért ezek gyártása végül nem kezdődött meg.

## Géptípusok
A beszerzett géptípusok magyar, és többnyire külföldön már nem kelendő 8 bites számítógépek voltak:
- ABC 80 (1982-83: 112 db)
- HT-1080Z (1982-83 Első iskolaszámítógép pályázat: 820 db)
- Commodore 16/Plus/4 (1985-87 Második iskolaszámítógép pályázat: 10000 db)
- Videoton TVC (1985-86 Második iskolaszámítógép pályázat, 1987: 5000 db)
- Primo (1985-86 Második iskolaszámítógép pályázat)
- Enterprise 128

## Külső hivatkozások
- Iskolaszámítógép program